# سارمساقلو (زنجان)
سارمساقلو یک روستا در ایران است که در بخش قره‌پشتلوی شهرستان زنجان واقع شده‌است.

## جمعیت
این روستا در دهستان قره‌پشتلو بالا قرار دارد و براساس سرشماری مرکز آمار ایران در سال ۱۳۸۵، جمعیت آن ۵۴۲ نفر (۱۴۵ خانوار) بوده‌است.